# 霊幻道士 こちらキョンシー退治局
『霊幻道士 こちらキョンシー退治局』（れいげんどうし こちらキョンシーたいじきょく、原題：救殭清道夫、英題：Vampire Cleanup Department）は2017年公開の香港映画。『霊幻道士』1・5・7作目に出演したチン・シュウホウや『霊幻道士3 キョンシーの七不思議』に出演したリチャード・ンが出演している。
日本では、カリテ・ファンタスティック！シネマコレクション2017で公開された。

## ストーリー
恋愛経験ゼロの冴えない学生チョンティンは、ある日路地裏で人がキョンシーに襲われているのを目撃する。意を決して立ち向かうが、逆にお尻を噛まれて気を失い、目を覚ますと自宅のベットの上だった。亡くなった両親の職場の同僚、ツォンとジーチャウが家まで連れてきてくれたのだ。ツォンから何が起きたかを知りたければここに来るようにと、V.C.D.と書かれた名刺を渡される。
そこは表向きは清掃局だが、本当の姿はキョンシー退治局“Vampire Cleanup Department（V.C.D.）”だった。チョンティンは両親の最期と自身の出生の秘密を聞かされ、意を決して退治局へ入局する。そこでジーチャウ達から日々厳しい修行を受け、成長していく。
ある日、不吉な赤い月が出て、サイコン（西貢）に2体のキョンシーが出没する。湖の中にいた恐ろしい女キョンシーのシウハーとチョンティンは、揉み合う中で偶然キスをしてしまい、口から生気が移ってシウハーは生前の美しい姿に戻る。一方、ジーチャウ達は地主キョンシーに手傷を負わせるものの取り逃がしてしまう。
シウハーは地主キョンシーと共に殉葬された女性だった。チョンティンはシウハーを焼却炉に入れるように指示されるが、できずに家に連れ帰ってしまう。チョンティンと一緒に暮らす内に、徐々に人の心を取り戻していくシウハー。
そんな中、凶悪な地主キョンシーが町に出没し、人々を襲い始める。シウハーも地主キョンシーを誘き寄せるために警察に連れ去られてしまう。チョンティン達退治局と、地主キョンシーの最終決戦が始まる。

## キャスト
| 役名                           | 俳優                             | 日本語吹替     |
| ------------------------------ | -------------------------------- | -------------- |
| ジーチャウ（葉之秋）           | チン・シュウホウ（錢小豪）       | 塩屋翼         |
| チュン・チョンティン（張春天） | ベイビージョン・チョイ（蔡瀚億） | 小林裕介       |
| イッ・シウハー（奕小夏）       | リン・ミンチェン（林明禎）       | 稲山茉有乃     |
| ツォン局長（楊聰）             | リチャード・ン（吳耀漢）         | 石井敏郎       |
| カー・クイ（大舊駒）           | ロー・マン（羅莽）               | 石田泰弘       |
| M                              | ボンディ・チュウ（趙學而）       | 中村慈         |
| ゴン道士（老姜）               | ユエン・チュンヤン（袁祥仁）     | 菊池康弘       |
| レイ刑事（李Sir）              | エリック・ツァン（曾志偉）       | 野川雅史       |
| ばあちゃん（天婆婆）           | スーザン・ショウ（邵音音）       | あべ凛子       |
| チュウ刑事（朱警官）           | リー・ションチン（李尚正）       | 越後屋コースケ |
| イップ記者（葉小倩）           | ハナ・タム（譚杏藍）             | 晴海としか     |
| 警察 （PC28210）               | 黃奕晨                           | 岡本和浩       |

## スタッフ
- 監督：ヤン・パク・ウィン、チウ・シン・ハン
- 脚本：ヤン・パク・ウィン、ホ・ウィン・ホン、アシュリー・チャン
- 撮影：クビー・ツォイ
- 主題歌： ToNick「長相廝守」

日本語版スタッフ
- 字幕翻訳：鳥居怜子
- 吹替翻訳：須田友喜